# عملية الرماية
كانت عملية الرماية، المعروفة أيضًا باسم هجوم مالوي، عبارة عن غارة للعمليات البريطانية المشتركة خلال الحرب العالمية الثانية ضد المواقع الألمانية في جزيرة فاغسوي النرويجية في 27 ديسمبر 1941.

## الأهداف
كان محور العملية تدمير إنتاج زيت السمك ومخازنه التي استخدمها الألمان في تصنيع المتفجرات شديدة الانفجار.
كانت النية الأخرى هي جعل الألمان يحافظون على القوات في النرويج ويزيدونها مما يقلل القوات المنتشرة على الجبهة الشرقية، وبالتالي إعطاء ميزة عددية لقوات الحلفاء.
تم تقسيم هدف قوة الكوماندوز المكونة من 570 جنديًا إلى خمسة أهداف:
1. تأمين المنطقة الواقعة شمال بلدة مالوي في جنوب فاغسوي والاشتباك مع أي تعزيزات للعدو.
2. إخضاع مدينة مالوي وتأمينها.
3. اقضِ على العدو في جزيرة مالوي التي سيطرت على المدينة.
4. تخلص من نقطة قوة العدو في هولفيك غرب مالوي.
5. توفير احتياطي عائم في البحر.

## الغارة
سبق الهبوط الفجر قصف بحري فعال للغاية وتم تحقيق الأهداف ، باستثناء مالوي كانت المعارضة الألمانية في المدينة أكثر صرامة مما كان متوقعًا ، حيث لم يكن غير معروف للبريطانيين ، كانت هناك وحدة مشاة جبلية من القوات ذات الخبرة من الجبهة الشرقية في إجازة. أدت تجربة المدافعين في القنص والقتال في الشوارع إلى تطور العملية إلى معركة مريرة من منزل إلى منزل . استدعى القائد البريطاني جون دورنفورد سلاتر قوات الاحتياط العائمة والقوات من جزيرة فوجسوي.
وقد ساعد العديد من المواطنين المحليين قوات الكوماندوز من خلال العمل كحمالين للذخيرة والقنابل اليدوية والمتفجرات الأخرى ونقل الجرحى.
في حوالي الساعة 14:00، بدأت القوات الخاصة انسحابها بعد أن دمرت أربعة مصانع ومخازن زيت السمك والذخيرة ومخازن الوقود ومبادل الهاتف والمنشآت العسكرية المختلفة، مما أدى إلى اشتعال النيران في معظم المدينة. قامت القوة الهجومية البحرية المكونة من طراد واحد وأربع مدمرات بإغراق 10 سفن، تم العثور على بعضها أثناء محاولة الغرق لمنع الاستيلاء عليها.
حالت الصعوبات الفنية دون أن تكون المدفعية الساحلية الألمانية فعالة تمامًا، حيث سجلت إحدى بنادقها الثلاثة 130 mm إصابة واحدة على الطراد. 

## ما بعد العملية
لم تفقد أي سفن تابعة للبحرية الملكية، لكن البحرية تكبدت أربعة قتلى وأربعة جرحى. وأصيب 17 قتيلا و 53 جرحى الكوماندوز.
قُتل قائد السرية النرويجية المستقلة 1 الكابتن مارتن لينج، في هجوم على المقر الألماني المحلي وأسقطت ثماني طائرات تابعة للقوات الجوية الملكية. (أصيب مواطن نرويجي بشظايا خلال الغارة، وتوفي متأثراً بجروحه في الليلة التالية).
قُتل ما لا يقل عن 120 من المدافعين الألمان وأعوانهم وعادوا مع 98 أسيراً ونسخة كاملة من القانون البحري الألماني. أصيب النقيب أوفلاهرتي بنيران قناص وفقد إحدى عينيه ثم ارتدى لاحقًا رقعة عين كعميد.
يمكن رؤية الكابتن أوفلاهيرتي في صورة "جندي بريطاني جريح" يساعده اثنان من زملائه الجنود.

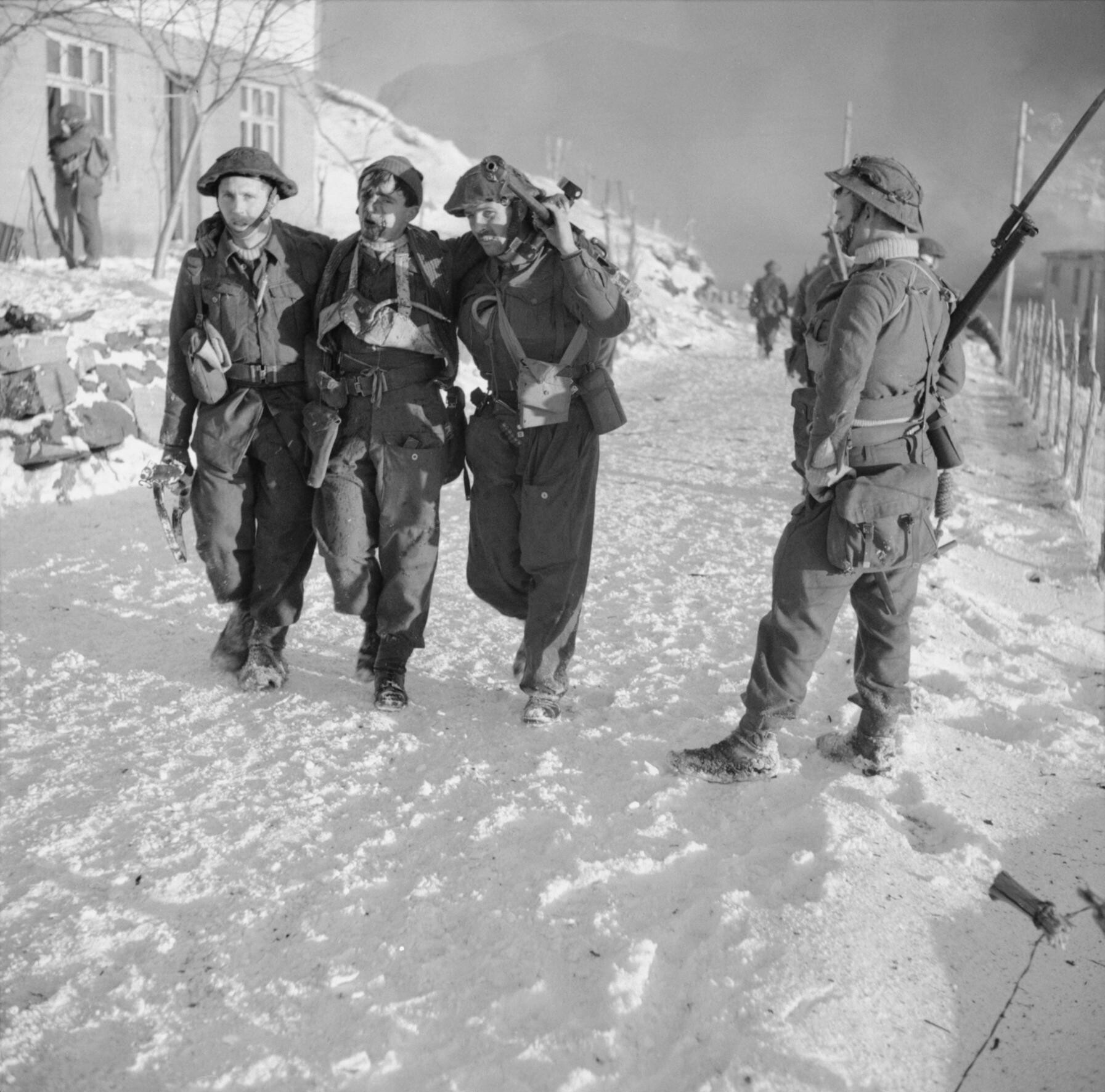
جرح ضابط بريطاني في النرويج

كما تم إعادة العديد من كفيشلينغ وأكثر من 70 نرويجيًا مخلصًا (غوسينغ). بالتزامن مع هذه الغارة شنت عملية آنكليت من قبل الكوماندوز رقم 12 على جزر لوفوتين كتحويل. كانت الغارة كافية لإقناع أدولف هتلر بتحويل 30 ألف جندي إلى النرويج وبناء المزيد من الدفاعات الساحلية والداخلية. اعتقد هتلر أن البريطانيين قد يغزون شمال النرويج للضغط على السويد وفنلندا.

## روابط خارجية
- "تكملة لصحيفة London Gazette Of Friday في الثاني من تموز (يوليو) 1948 مداهمات الأهداف العسكرية والاقتصادية في منطقة VAAGSO ISLAND. ibiblio.org
- العمليات المشتركة: عملية الرماية
- كنت هناك! - ذهبنا إلى فاغسو مع رجال الكوماندوز ، الحرب المصورة ، ٢٠ يناير ١٩٤٢.
- تغطية النشرة الإخبارية للغارة.

قالب:British Commando raids of the Second World War